# Yucuna
El yucuna (jukuna, matapi, yucuna-matapi, yukunais) és una llengua pertanyent a les llengües arawak parlada al sud de Colòmbia per 1.800 yucunes aproximadament (2001 SIL). La llengua extingida guarú era molt similar o un dialecte del yacuna.

## Fonologia
Els 20 fonemes del yucuna són:
Vocals
|          | Anterior | Central | Posterior |
| Altes    | i        |         | o         |
| Mitjanes | e        |         | o         |
| Baixes   |          | a       |           |

L'accent és fonèmic (no és predictible) i pot recaure en una o dues síl·labes.
Consonants
|                   | labial | alveolar | palatal | velar  | glotal |
| Oclusives sordes  | p      | t        | ĉ (ch)  | k (c)  | ʔ (')  |
| aspirades         | pʰ     | tʰ       |         | kʰ (j) |        |
| nasals            | m      | n        | ɲ (ñ)   |        |        |
| Fricatives sordes |        | s        |         |        | h      |
| lateral           |        | l        |         |        |        |
| vibrant           |        | r        |         |        |        |
| aproximants       | w      |          | i       |        |        |